# Dimitri from Paris
Dimitri from Paris (nascido Dimitrios Yerasimos em 1º de Outubro de 1963) é um produtor francês e DJ de origem  grega. Suas influências musicais estão enraizadas no funk e disco dos anos 1970 e que gerou a contemporânea house music, bem como as  trilhas sonoras dos anos 1950 e 1960 de  filmes cultuados como Breakfast at Tiffany's, A Doce Vida e The Party, os quais foram  sampleados em seu álbum Sacrebleu. Dimitri funde estes sons com electro e hip hop que ele descobriu nos anos 1980.

## Biografia
Ao contrário do que leva a pensar seu pseudônimo, Dimitri não é nascido em Paris mas em Istambul, Turquia. Nascido de pais Rume (e.g. Turcos de origem Grega), Dimitri cresceu na França onde ele descobriu o mundo dos DJs em casa, usando quaisquer samples que servissem para "cortar e colar", sucessos da disco que ele ouvia no rádio, as misturando para gravar suas primeiras fitas. Estas primeiras experimentações o ajudaram a lançar sua carreira como DJ.

### Início de carreira
Começou sua carreira como DJ na rádio francesa Radio 7, antes de sua mudar para a Skyrock e finalmente para a Radio NRJ, a maior rede de rádios FM da Europa em 1986. Lá, ele apresentou o primeiro um programa de house music a ser transmitido na França, enquanto simultaneamente produzia, sob a direção do  sound designer Michel Gaubert, trihas para casas de moda como Chanel, Jean-Paul Gaultier, Hermès e Yves Saint Laurent. Também lançou dois EPs de 1993 para 1994 e contribuiu para a compilação da Yellow Productions La Yellow 357.

### Gravações
Em 1996 Dimitri ganhou reconhecimento mundial com o lançamento de seu primeira álbum, Sacrebleu, lançado pela Yellow Productions. Misturando diversas influências incluindo jazz, trilhas sonoras de filmes, samba, e house orgânico, Sacrebleu vendeu  300.000 cópias no mundo todo e foi nomeado "Álbum do Ano" pela revista ibritânica Mixmag.
Em 2000, Dimitri deu sequência à Sacrebleu com A Night at the Playboy Mansion (Virgin) e Disco Forever (BBE), seguido por My Salsoul em  2001, After the Playboy Mansion em 2002. Em 2003, Cruising Attitude foi lançado. Em seguida iniciou sua primeira excursão com o premiado selo britânico Defected Records: Dimitri from Paris In the House.
Seguiu um caminho pouco glamuroso gravando trilhas sonoras e campanhas publicitárias para casas de moda como Chanel, Jean-Paul Gautier e Yves Saint Laurent e remixando centenas de artistas tão diversos quanto Björk, The Cardigans, James Brown, Michael Jackson, New Order e  Quincy Jones. Também compôs músicas para o anime Tsukuyomi: Moon Phase e mixou a trilha sonora para o anime francês Jet Groove produzido pela Method Films.

### Desenvolvimentos recentes
Em 2005 Dimitri voltou às suas raízes funk e disco, com o produtor japonês de hip-hop e colecionador DJ Muro no Super Disco Friends um CD duplo mixado. Dimitri produziu algumas faixas para o álbum do grupo Los Amigos Invisibles, Super Pop Venezuela e conseguiu ser indicado para o  Grammy Award.
Em 2007 Dimitri lançou o projeto "Cocktail Disco" com o parceiro de longa data BBE, um apanhado de clássicos da disco remixados.
Em 2009, lançou Night Dubbin', uma coleção pós-disco e R&B remixados.

## Discografia

### Álbuns de estúdios
- Sacrebleu, 1996
- Cruising Attitude, 2003

### Compilações
- Monsieur Dimitri's De-Luxe House of Funk, 1997
- A Night at the Playboy Mansion, 2000
- Disco Forever, 2000
- My Salsoul, 2001
- After the Playboy Mansion, 2002
- In the House, 2004
- Neko Mimi Mode, 2004
- The Kings of Disco, 2004 compilado por Dimitri from Paris e Joey Negro
- TV Tokyo Animation Tsukuyomi–Moon Phase– Best Collection "Zenbu, Kikitakunacchatta…", 2005
- Super Disco Friends, 2005 compilado por Dimitri from Paris e DJ Muro
- Southport Weekender, 2005 compilado por Dimitri from Paris, Jazzie B e Quentin Harris
- In the House of Love, 2006
- Cocktail Disco, 2007
- Return to the Playboy Mansion, 2008
- Night Dubbin', 2009 compilado by Dimitri from Paris & The Idjut Boys
- Get Down With The Philly Sound, 2010
- Knights of the Playboy Mansion, 2011
- The Remix Files, 2011
- Back In The House, 2012